# Гелиотроповые
Гелиотроповые, или Гелиотропиевые (лат. Heliotropiaceae), — семейство цветковых растений порядка Бурачникоцветные (Boraginales).
Может также рассматриваться в ранге подсемейства (Heliotropioideae) в составе семейства Бурачниковые (Boraginaceae s. l.).

## Описание
Однолетние или многолетние травы, полукустарнички, полукустарники, кустарники, лианы или небольшие деревья. Листья обычно простые, очерёдные, от линейных до почти округлых, цельнокрайные.
Цветки обоеполые, правильные, пятимерные, собраны в цимозные соцветия. Чашечка рассечённая до основания. Венчик белый, жёлтый, синий, розовый или оранжевый, сростнолепестный, 5-лопастный, воронковидный или трубчатый. Тычинки в одном кругу, не выдаются из венчика. Пестик из двух плодолистиков. Завязь верхняя, двугнёздная, обычно каждая половина завязи делится на 2 ложных гнезда с 1 семязачатком. Плод из 2—4 ореховидных эремов, реже — костянка распадающаяся на 2 двухгнёздных мерикарпия. Эремы прямые яйцевидные или почковидные.

## Таксономия
Семейство включает 4 рода (около 450 видов):
- Euploca Nutt. (1835)
- Heliotropium Tourn. ex L. (1753) typus — Гелиотроп (включая род Tournefortia L. (1753) — Турнефортия)
- Ixorhea Fenzl (1886)
- Myriopus Small (1933)